# Dendrobium miserum
Dendrobium miserum är en orkidéart som beskrevs av Heinrich Gustav Reichenbach. Dendrobium miserum ingår i släktet Dendrobium, och familjen orkidéer.
Artens utbredningsområde är Assam (Indien). Inga underarter finns listade i Catalogue of Life.